# Райзенбергер, Харальд
Харальд Райзенбергер (нем. Harald Reisenberger; 7 февраля 1957, Вена, Австрия — 16 декабря 2009, Вена, Австрия) — австрийский государственный деятель, президент бундесрата (2009).

## Биография
В 1975—1984 гг. — в австрийской федерации профсоюзов,
в 1984—1986 гг. — окружной секретарь профсоюза Metall-Bergbau-Energie,
с 1986 г. — земельный секретарь венской фракции социал-демократических профсоюзов (FSG).
С 1979 г. — член муниципального совета района Лизинг (Вена).
С 2001 г. — член федерального бундесрата Австрии от Вены, в первой половине 2009 г. — его президент.